# Saga: Rage of the Vikings
Pour les articles homonymes, voir Saga (homonymie).
Saga: Rage of the Vikings est un jeu vidéo de stratégie en temps réel développé et publié par Cryo Interactive en 1998 sur PC.

## Univers du jeu
Le jeu s'inspire librement de la réalité historique des Vikings médiévaux, en leur ajoutant des éléments issus de la mythologie nordique, et notamment de la saga des Rois de Norvège de Snorri Sturluson. Il est ainsi possible de jouer, en plus des humains (qui peuvent être des Vikings ou des tribus des peuples du sud), cinq peuples de créatures fantastiques : les elfes, les nains, les géants, les trolls et les centaures. La campagne solo du jeu ne développe pas d'histoire.

## Principe du jeu
Saga: Rage of the Vikings est un jeu de stratégie en temps réel dans lequel le joueur doit collecter des ressources, construire des bâtiments et produire des unités afin d'aller combattre et vaincre ses adversaires. Le jeu peut être joué par un joueur seul face à l'ordinateur ou bien en mode multijoueur. Ce dernier peut reposer sur une connexion TCP/IP, sur une connexion par modem, ou bien par câble série.

### Bâtiments et unités
Chaque peuple se développe via différents types de bâtiments, principalement les maisons, les forges et les entrepôts de stockage de ressources. Chaque peuple possède trois types d'unités : les unités mâles, les unités femelles et les druides, ces derniers pouvant lancer des sortilèges de combat. Les unités, mâles et femelles, peuvent être employés aussi bien à la collecte de ressources et à la construction de bâtiments qu'au combat. La production de nouvelles unités se fait en laissant deux unités de sexe différent dans une maison pendant quelque temps. Il est également possible de transformer une unité, mâle ou femelle, en druide, en lui faisant accomplir un rituel.

### Collecte de ressources
Il existe quatre types de ressources : le bois, le fer, les fruits magiques et la nourriture. Chaque peuple possède des capacités d'exploitation limitées, et, à l'inverse, possède la capacité de collecter des ressources que d'autres peuples ne savent pas exploiter (par exemple, seuls les nains savent exploiter le fer des montagnes). Chaque joueur a la possibilité de commercer avec les autres pour acquérir les ressources qui lui manquent.

### Système d'honneur et soumission d'unités adverses
Chaque joueur possède une jauge d'honneur qui varie selon ses victoires et ses défaites et selon sa capacité à respecter le code d'honneur des guerriers (remporter une victoire contre une tribu ennemie fait augmenter l'honneur du vainqueur, mais tuer une unité femelle est contraire au code guerrier, ce qui fait baisser la jauge d'honneur de l'agresseur). Lorsqu'un joueur a une jauge d'honneur supérieure à celle d'un autre, il est en position de force, et peut alors soumettre son adversaire en faisant entrer un de ses guerriers dans sa base principale, ce qui lui permet de prendre le contrôle de ses unités. Il est possible de faire se reproduire ses unités avec des unités capturées, et ainsi de produire des unités appartenant à d'autres peuples que celui avec lequel on a commencé la partie. Les différents peuples du jeu peuvent se reproduire entre eux, à l'exception des centaures et des géants, qui sont des peuples orphelins.

## Accueil
| Saga: Rage of the Vikings |      |       |
| Média                     | Pays | Notes |
| Gen4                      | FR   | 3/6   |
| Joystick                  | FR   | 5 %   |
| PC Zone                   | UK   | 65 %  |

À sa sortie, le jeu reçoit un accueil allant du bon au très mitigé. Le site agrégateur de critiques MobyGames lui attribue une moyenne de 65 sur 100 basée sur neuf critiques. Sylvain Tastet, à l'issue de son test du jeu sur Jeuxvideo.fr en 1998, attribue au jeu la note de 6 sur 20 ; il en loue les bonnes idées de départ, le système de soumission des unités ennemies, les apparences des différents peuples et le mode multijoueur ; mais il lui reproche une interface trop confuse, le nombre restreint d'unités et de bâtiments, une finition bâclée et l'absence de campagne solo qui nuit à la durée de vie du jeu.